# Khamaguib
Khamaguib (en rus: Хамагиб) és un poble del Daguestan, a Rússia, que en el cens del 2010 tenia 72 habitants. Pertany al districte rural de Gunib.